# Villamayor (Salamanca)
Villamayor es un municipio y localidad española de la provincia de Salamanca, en la comunidad autónoma de Castilla y León. Se integra en la comarca de La Armuña. Pertenece al partido judicial de Salamanca.
Su término municipal está formado por las localidades de Anantapur, El Pajarón, Las Acacias, Las Canteras, Los Álamos, Los Almendros, Los Páramos, Los Rosales, Mozodiel de Sanchiñigo, Vega de Salamanca y Villamayor, ocupa una superficie total de 20,19 km² y según los datos demográficos recogidos en el padrón municipal elaborado por el INE en 2020, cuenta con una población de 7212 habitantes.

## Símbolos

### Escudo
El escudo heráldico que representa al municipio fue aprobado el 22 de octubre de 1997 con el siguiente blasón:

«Escudo partido. Primero, de azur con un muro de oro, mazonado de sable. Segundo, de sinople con una pica, una escoda, un compás y una escuadra, de plata. Al timbre, la Corona Real Española»
Boletín Oficial del Estado nº 274 de 15 de noviembre de 1997

### Bandera
La bandera municipal fue aprobada el 7 de mayo de 1998 con la siguiente descripción textual:

«Bandera cuadrada, de plata en un todo y brochante del escudo concejil propio y significativo, timbrado de la Corona Real española cerrada»
 Boletín Oficial del Estado nº 134 de 05 de junio de 1998

## Geografía
Integrado en la comarca de La Armuña, se sitúa a 5 kilómetros de la capital salmantina. El término municipal está atravesado por la autovía de Castilla A-62 en el pK 238, además de por la carretera provincial SA-300, que une Salamanca con Ledesma. 
El relieve del municipio es predominantemente llano, ocupando el extremo sur de la comarca que llega hasta el río Tormes, que hace de límite con Florida de Liébana, Carrascal de Barregas y Doñinos de Salamanca. La altitud del municipio oscila entre los 860 metros en el límite con Salamanca y los 760 metros a orillas del río Tormes. El pueblo se alza a 782 metros sobre el nivel del mar. 
| Noroeste: Florida de Liébana   | Norte: Valverdón y Castellanos de Villiquera | Noreste: Villares de la Reina |
| Oeste: Carrascal de Barregas   |                                              | Este: Villares de la Reina    |
| Suroeste: Doñinos de Salamanca | Sur: Salamanca                               | Sureste: Salamanca            |

## Historia
Municipio históricamente afamado por sus canteras, los primeros vestigios de poblamiento humano en el término municipal de Villamayor datan de época prerromana, en la que hubo un castro en el teso de San Miguel.
No obstante, la fundación de la actual localidad de Villamayor se remonta a la repoblación efectuada por los reyes de León en la Edad Media, quedando integrado en el cuarto de Armuña de la jurisdicción de Salamanca, dentro del Reino de León, teniendo ya en el siglo XIII la actual denominación, y cuyas canteras aparecen ya documentadas en el siglo XVI.
Por otro lado, aunque hasta entonces Villamayor se había mantenido como una localidad de realengo, este hecho cambió bajo el reinado de Felipe III de España, en el siglo XII, cuando este monarca cedió la localidad como señorío a Juan Álvarez Maldonado. Más tarde, el 1 de agosto de 1774 tuvo lugar en la localidad El Centellazo, cuando un rayo entró por el campanario de la iglesia buscando tierra, para sorpresa de los vecinos, afortunadamente sin causar víctimas personales.
Ya en la Edad Contemporánea, con la creación de las actuales provincias en 1833, Villamayor quedó encuadrado en la provincia de Salamanca, dentro de la Región Leonesa.
Por último, cabe señalar que, a principios de 2017, la entidad local menor de Mozodiel de Sanchiñigo, que pertenecía a Castellanos de Villiquera, se adhirió a Villamayor.

## Demografía
Villamayor cuenta con una población de 7669 habitantes (INE 2024).
| Gráfica de evolución demográfica de Villamayor entre 1842 y 2021 |
| |
| Población de derecho según los censos de población del INE Población de hecho según los censos de población del INEEntre el censo de 1857 y el anterior, crece el término del municipio porque incorpora a 375002 (Aldeaseca de Armuña) |

Pertenece al área metropolitana de Salamanca por lo que está experimentando un fuerte crecimiento poblacional de gente que busca pisos más baratos que en la ciudad.

### Núcleos de población
El municipio se divide en varios núcleos de población, que poseían la siguiente población en 2018 según el INE.
| Núcleo de población    | Población |
| ---------------------- | --------- |
| Villamayor             | 3875      |
| Vega de Salamanca      | 1213      |
| Las Canteras           | 895       |
| Los Almendros          | 590       |
| Anantapur              | 207       |
| Los Páramos            | 165       |
| Las Acacias            | 82        |
| Los Rosales            | 72        |
| El Pajarón             | 59        |
| Mozodiel de Sanchiñigo | 26        |
| Los Álamos             | 23        |

### Economía
De aquí procede la piedra dorada, llamada piedra de Villamayor, con la que están construidos muchos monumentos de Salamanca además de muchos otros edificios de Salamanca y demás puntos de la geografía. Ejemplos de edificios con piedra de Villamayor son la propia iglesia, colegios y parte del ayuntamiento de Villamayor (entre otros), las catedrales, Casa de las Conchas, iglesias y la misma plaza Mayor de Salamanca entre otros muchos edificios y construcciones en diversos lugares de España y parte del mundo. De hecho buena parte de la economía del pueblo depende de las canteras.

### Transporte y comunicaciones
Al encontrarse emplazado en el área metropolitana de Salamanca, el municipio se encuentra perfectamente comunicado por carretera con la capital provincial y con todos los municipios que conforman esta área. Destaca el hecho de que la unión entre dos de las principales vías de comunicación de la provincia tenga lugar en el municipio, al enlazar la autovía Ruta de la Plata, que une Gijón con Sevilla en sentido norte-sur con la autovía de Castilla, que une Burgos con la frontera portuguesa en sentido noreste-suroeste. Son importantes además las carreteras SA-300 y DSA-504 que pasan por el término municipal.

#### Autobús
Villamayor cuenta con una generosa (normalmente) red de transportes mediante autobús. Existen varias líneas de estos autobuses interurbanos. La principal pasa por la urbanización Las Canteras (a 8-10 min. andando del centro del pueblo), urbanización Anantapur (en pleno pueblo), ayuntamiento viejo (aproximadamente centro de Villamayor), y colegio infantil-escuela de música y de ahí se va a Salamanca donde tiene varias paradas distribuidas por la ciudad hasta Gran Vía donde termina. Este bus en algunos horarios en vez de comenzar y terminar en Villamayor, también pasa por Aldeaseca de la Armuña. Además hay otros autobuses que pasan por las urbanizaciones más alejadas del pueblo y por este que van también a Salamanca.
La empresa actual de transporte de autobús en esta localidad es Autobuses Salmantinos del grupo Avanza. Su página web es  donde se pueden consultar, entre otras cosas, los horarios y recorridos de estos autobuses de Villamayor y el resto de pueblos en los que trabaja la empresa.

#### Tren
El municipio no cuenta con servicios ferroviarios de ningún tipo, siendo la estación de Salamanca la más cercana, desde donde se puede acceder a numerosos destinos nacionales.

#### Transporte aéreo
El aeropuerto de Salamanca es el más cercano al municipio, estando situado a unos 29 km de distancia de la capital municipal.

## Administración y política

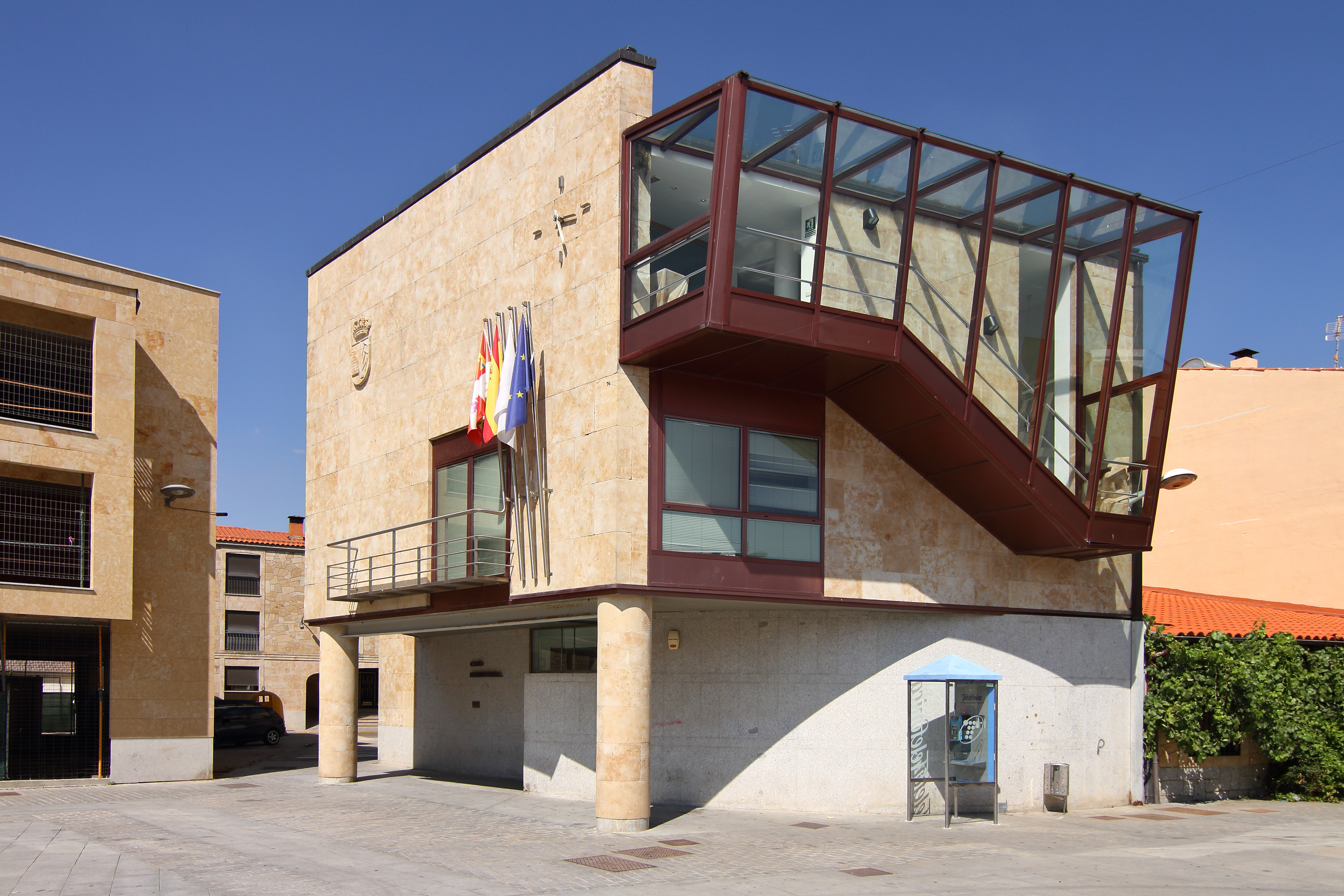
Ayuntamiento de Villamayor

### Gobierno municipal
| Periodo   | Nombre                        | Partido | Partido                                  |
| --------- | ----------------------------- | ------- | ---------------------------------------- |
| 1979-1999 | José Diego Martín             |         | Partido Socialista Obrero Español (PSOE) |
| 1999-2003 | Ángel Peralvo Castellanos     |         | Partido Popular (PP)                     |
| 2003-2011 | María Elena Diego Castellanos |         | Partido Socialista Obrero Español (PSOE) |
| 2011-2015 | Ángel Luis Peralvo Sanchón    |         | Partido Popular (PP)                     |
| 2015-2019 | Manuel Gago Álvarez           |         | Partido Socialista Obrero Español (PSOE) |
| 2019-act. | Ángel Luis Peralvo Sanchón    |         | Partido Popular (PP)                     |

| Partido político                              | 2023  | 2023  | 2023       | 2019  | 2019  | 2019       | 2015  | 2015  | 2015       | 2011  | 2011  | 2011       | 2007  | 2007  | 2007       | 2003  | 2003  | 2003       |
| Partido político                              | %     | Votos | Concejales | %     | Votos | Concejales | %     | Votos | Concejales | %     | Votos | Concejales | %     | Votos | Concejales | %     | Votos | Concejales |
| Partido Popular (PP)                          | 50,89 | 1740  | 7          | 44,81 | 1588  | 6          | 31,98 | 1024  | 5          | 40,74 | 1309  | 6          | 35,17 | 966   | 5          | 38,86 | 804   | 5          |
| Partido Socialista Obrero Español (PSOE)      | 29,62 | 1013  | 4          | 36,63 | 1298  | 5          | 34,26 | 1097  | 5          | 38,62 | 1241  | 5          | 56,57 | 1554  | 8          | 49,06 | 1015  | 6          |
| Vox                                           | 10,00 | 342   | 1          | —     | —     | —          | 1,22  | 39    | 0          | —     | —     | —          | —     | —     | —          | —     | —     | —          |
| Ciudadanos (CS)                               | 7,31  | 250   | 1          | 15,29 | 542   | 2          | 10,43 | 334   | 1          | —     | —     | —          | —     | —     | —          | —     | —     | —          |
| Ganemos Villamayor (GV)                       | —     | —     | —          | —     | —     | —          | 8,4   | 269   | 1          | —     | —     | —          | —     | —     | —          | —     | —     | —          |
| Unión Progreso y Democracia (UPyD)            | —     | —     | —          | —     | —     | —          | 6,65  | 123   | 1          | 7,84  | 252   | 1          | —     | —     | —          | —     | —     | —          |
| Huerto de Ideas                               | —     | —     | —          | —     | —     | —          | 4,59  | 147   | 0          | —     | —     | —          | —     | —     | —          | —     | —     | —          |
| Izquierda Unida (IU)                          | —     | —     | —          | —     | —     | —          | —     | —     | —          | 2,30  | 74    | 0          | 3,64  | 100   | 0          | —     | —     | —          |
| Coalición SI por Salamanca (SI)               | —     | —     | —          | —     | —     | —          | —     | —     | —          | 7,66  | 246   | 1          | —     | —     | —          | —     | —     | —          |
| Unión del Pueblo Salmantino (UPSa)            | —     | —     | —          | —     | —     | —          | —     | —     | —          | —     | —     | —          | 1,93  | 53    | 0          | 1,84  | 38    | 0          |
| Unidad Regionalista de Castilla y León (URCL) | —     | —     | —          | —     | —     | —          | —     | —     | —          | —     | —     | —          | —     | —     | —          | 7,25  | 150   | 0          |

#### Evolución de la deuda viva municipal
El concepto de deuda viva contempla solo las deudas con cajas y bancos relativas a créditos financieros, valores de renta fija y préstamos o créditos transferidos a terceros, excluyéndose, por tanto, la deuda comercial.
| Gráfica de evolución de la deuda viva del Ayuntamiento entre 2008 y 2023                             |
| |
| Deuda viva del Ayuntamiento de Villamayor, en miles de euros, según datos del Ministerio de Hacienda |

## Servicios
Cuenta con dos colegios de educación infantil y primaria, un instituto de educación secundaria, una escuela municipal de música, un pabellón polideportivo multiusos, una escuela de fútbol, un campo de fútbol, un campo de golf y dos hoteles, el Hotel Doña Brígida (situado junto al campo de golf), de cuatro estrellas y el Hotel Villamayor (que tiene el Mesón Taurino también como bar - mesón - restaurante), de dos estrellas situado en la carretera principal de la urbanización Las Canteras. Además, el pueblo tiene otros muchos servicios como bibliotecas, bancos, tiendas, un supermercado, iglesia, kioscos, piscina municipal, frontón, centro juvenil (Casjuvi) y de ancianos, bastantes parques y grandes zonas verdes.